# Želechovické paseky
Želechovické paseky jsou přírodní park, který se nachází na jihovýchodě statutárního města Zlína na částech katastrálních území Kudlov, Jaroslavice a Želechovice nad Dřevnicí. Celková rozloha vymezeného území je 1047,9 ha.
Krajinný ráz je dán přírodním, kulturním a historickým vývojem území. Přírodní park Želechovické paseky je tvořen uspořádáním přírodních a civilizačních krajinných prvků podle principů pasekářského způsobu hospodaření a využívání krajiny. Pasekářský typ osídlení je určujícím znakem, který s ostatními, převážně přírodními složkami se vzájemně doplňuje v pestrém složení mozaikového střídání.

## Hranice
Východní hranici tvoří v převážné míře silnice III/49020, která je současně hranicí již vyhlášeného přírodního parku Vizovické vrchy. Hranici dále tvoří povodí potoka Vidovka v Zeleném údolí a opět komunikace III/49020 směrem na Provodov. Jižní hranice tvoří společná hranice mezi katastrálním územím Želechovice nad Dřevnicí a katastrálním území Provodov, z části pak lesní cesta v úseku Klenčov–Pindula až po napojení k silnici II/490. Západní hranici tvoří silnice II/490 v úseku Pindula až po oblouk zatáčky pod kótou 480, kde přechází v severozápadní hranici vedenou po cestě hřebenové trasy k Jaroslavickým pasekám. Tato trasa cesty je souvislou hranicí vedoucí přes místní tratě Vavrušky, vrch Ubica až do zastavěné části katastrálního území Želechovice nad Dřevnicí, kde se opět stýká se silnicí III/49020.

## Galerie

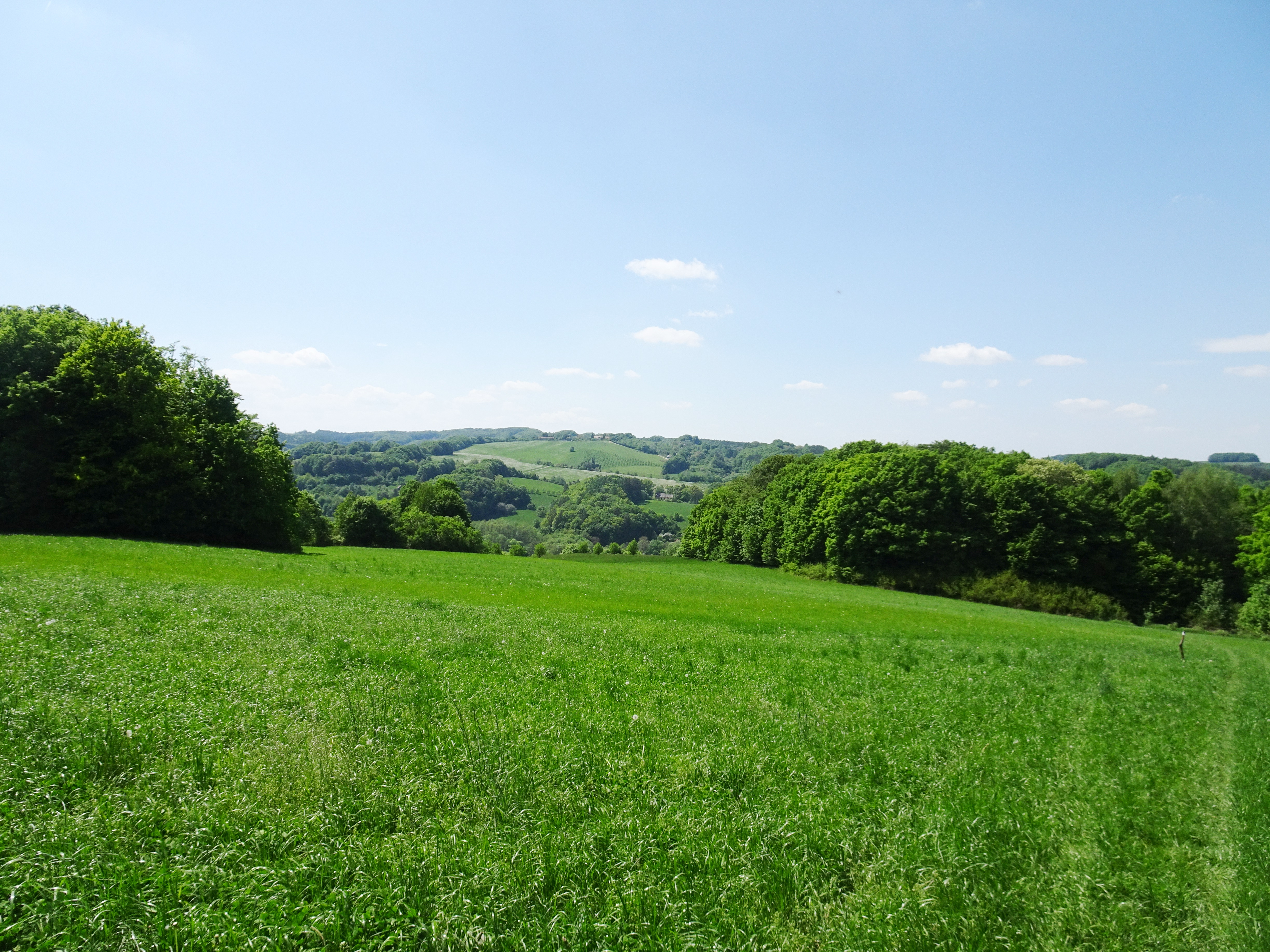
Krajina, pohled z lokality Obůrky
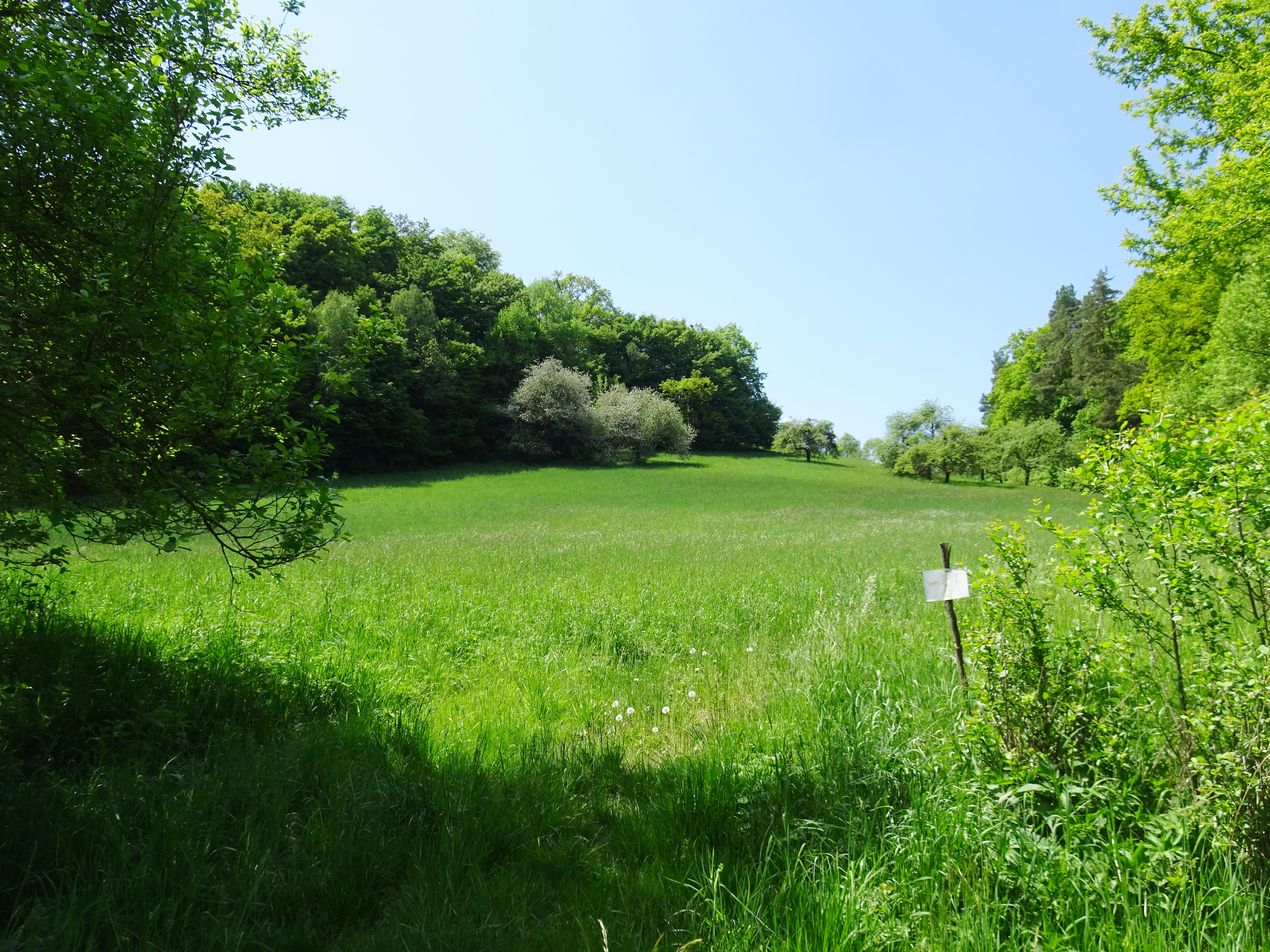
Louka
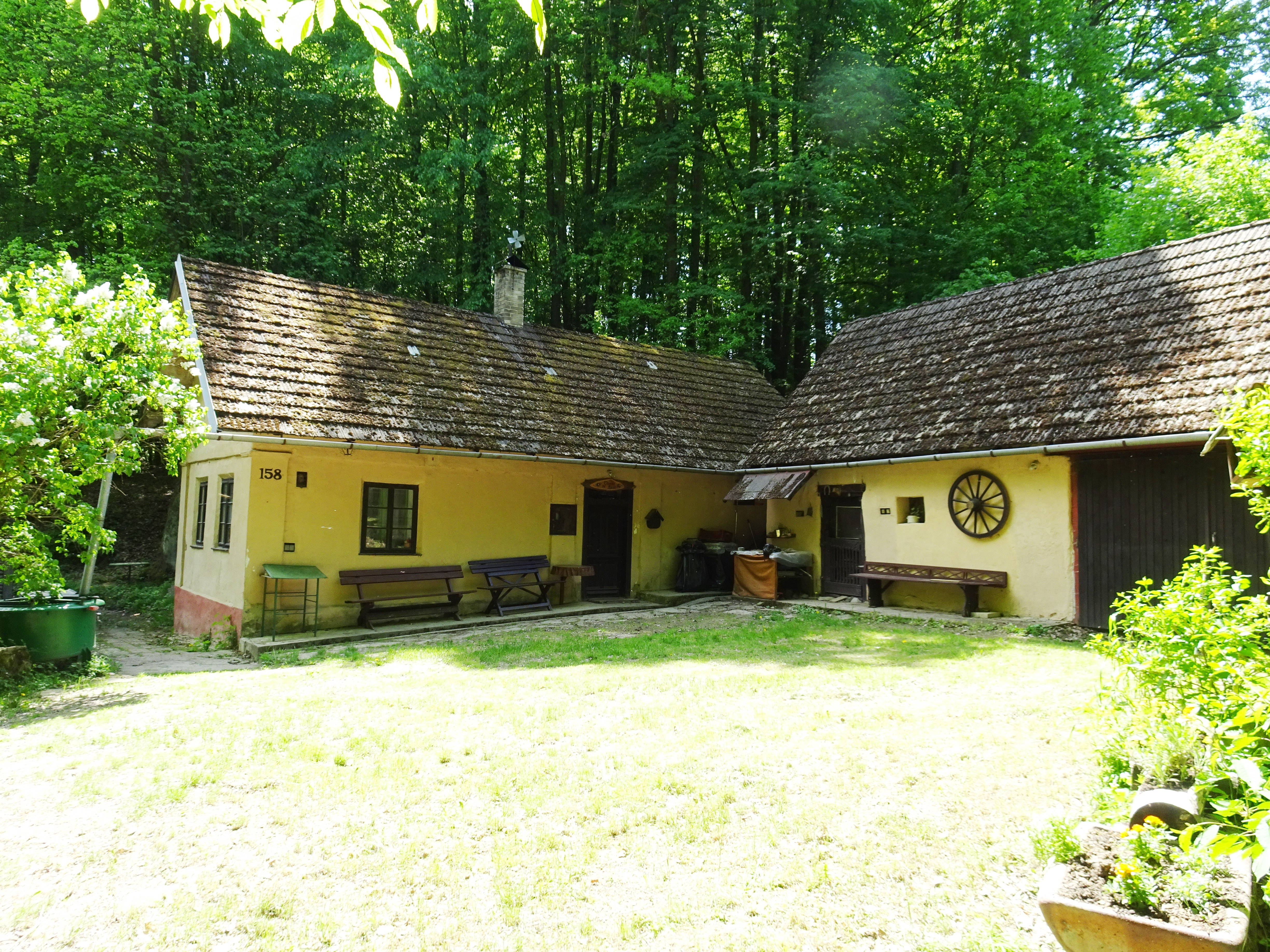
Stará Sousedíkova chalupa
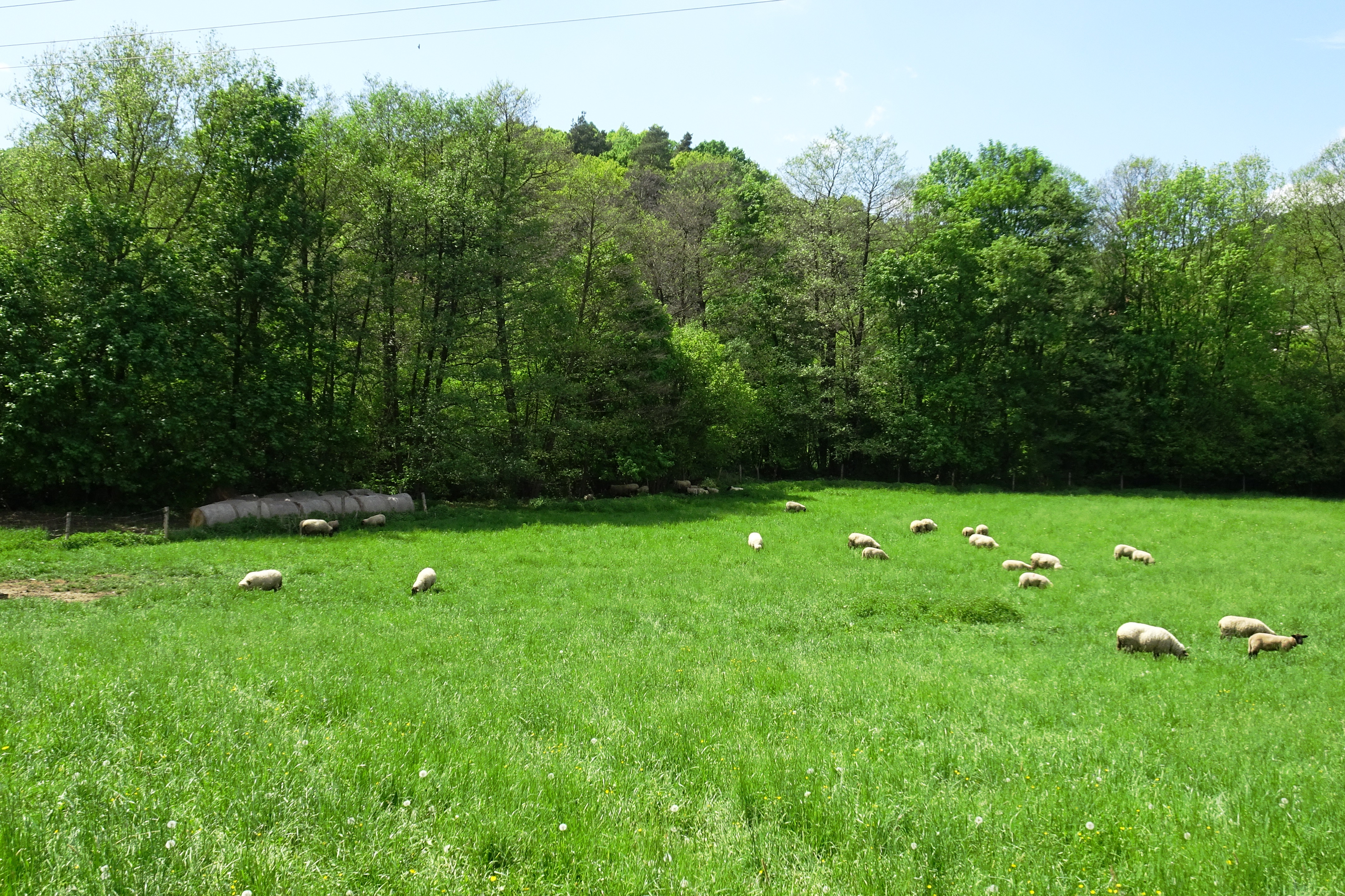
Chov ovcí